# レ・ミゼラブル (2012年の映画)
『レ・ミゼラブル』（原題: Les Misérables）は、2012年12月21日公開の、イギリス・アメリカ合作のミュージカル映画。
ヴィクトル・ユゴーの同名小説を原作として1980年代にロンドンで上演され、以後、ブロードウェイを含む世界各地でロングランされていた同名のミュージカルの映画化作品である。

## ストーリー
この映画の原作は小説そのものではなく、小説を基にしてできたミュージカル版である。そのため、映画のストーリーは下記の小説版「あらすじ」とは細部で異なる（予告編での「完全映画化」という売り文句は、ミュージカル作品の完全映画化という意味で、原作の完全映画化という意味ではない）。

## キャスト
主要人物
- ジャン・バルジャン：ヒュー・ジャックマン
- 司教：コルム・ウィルキンソン、友情出演。ロンドン版でバルジャンを演じたオリジナル・キャスト
- ジャベール：ラッセル・クロウ
- ファンティーヌ：アン・ハサウェイ
- コゼット：アマンダ・サイフリッド（幼少期：イザベル・アレン）
- マリウス・ポンメルシー：エディ・レッドメイン

テナルディエ一家
- テナルディエ：サシャ・バロン・コーエン
- テナルディエ夫人：ヘレナ・ボナム=カーター
- エポニーヌ：サマンサ・バークス（幼少期：ナタリア・エンジェル・ウォレス）
- ガブローシュ：ダニエル・ハトルストーン（英語版）

ABCの友
- アンジョルラス：アーロン・トヴェイト
- コンブフェール：キリアン・ドネリー（英語版）
- クールフェラック：フラ・フィー（英語版）
- ジャン・プルーヴェール：アリスター・ブラマー
- フイイー：ガブリエル・ヴィック
- バオレル：イワン・ルイス（英語版）
- ジョリー：ヒュー・スキナー（英語版）
- レーグル・ド・モー：スチュアート・ニール
- グランテール：ジョージ・ブラグデン（英語版）

テナルディエ・ギャング
- バベ：イアン・ピリー
- クラクスー：ジュリアン・ブリーチ（英語版）
- モンパルナス：マーク・ピカリング（英語版）
- ブリュジョン：アダム・ピアース

その他
- バティスティーヌ嬢：ジョージー・グレン（英語版）
- マグロワール夫人：ヘザー・チェイセン（英語版）
- シャンマティユ：ジェームス・シモンズ
- コシュパーユ：アンドリュー・ヘイヴィル
- フォーシュルヴァン：スティーブン・テート（英語版）
- バマタボワ：バーティ・カーヴェル（英語版）
- 工場長：マイケル・ジブソン（英語版）
- 女工：アリス・ファーン
- 売春婦：フランシス・ラッフェル、舞台のオリジナル・キャスト
- ジルノルマン：パトリック・ゴッドフリー（英語版）
- マブーフ：マイク・サーン
- フランス兵 / 秘密警察官：ジョシュ・ウィチャード
- バリケードの市民：ポール・レナード
- 上流階級の紳士：ジーノ・ピッチャーノ
- 国民衛兵士官：ハドリー・フレイザー

### ミュージカル版と重なるキャスト
- ジャン・バルジャン：コルム・ウィルキンソン（本作では司教役）
- エポニーヌ：フランシス・ラッフェル（本作では売春婦）
- アンジョルラス：キリアン・ドネリー（本作ではコンブフェール役）
- ジャベール、マリウス：ハドリー・フレイザー（本作では国民衛兵士官役）
- テナルディエ：スティーブン・テート（本作ではフォーシュルヴァン役）

## 製作

### 企画
1988年、アラン・パーカーが『レ・ミゼラブル』のミュージカルの映画を監督すると考えられていた。しかしながら1991年、ブルース・ベレスフォードが監督契約を交わした。
1992年、プロデューサーのキャメロン・マッキントッシュは、トライスター ピクチャーズと共同で映画を製作することを発表した。しかしながら映画は開発地獄に陥り、頓挫した。2005年、マッキントッシュはミュージカルの映画化に対する願望が再燃したことを表明した。
『Les Misérables: 25th Anniversary Concert』のDVDとBlu-rayの発売の際、ミュージカルの映画化が告知された。

### プリプロダクション

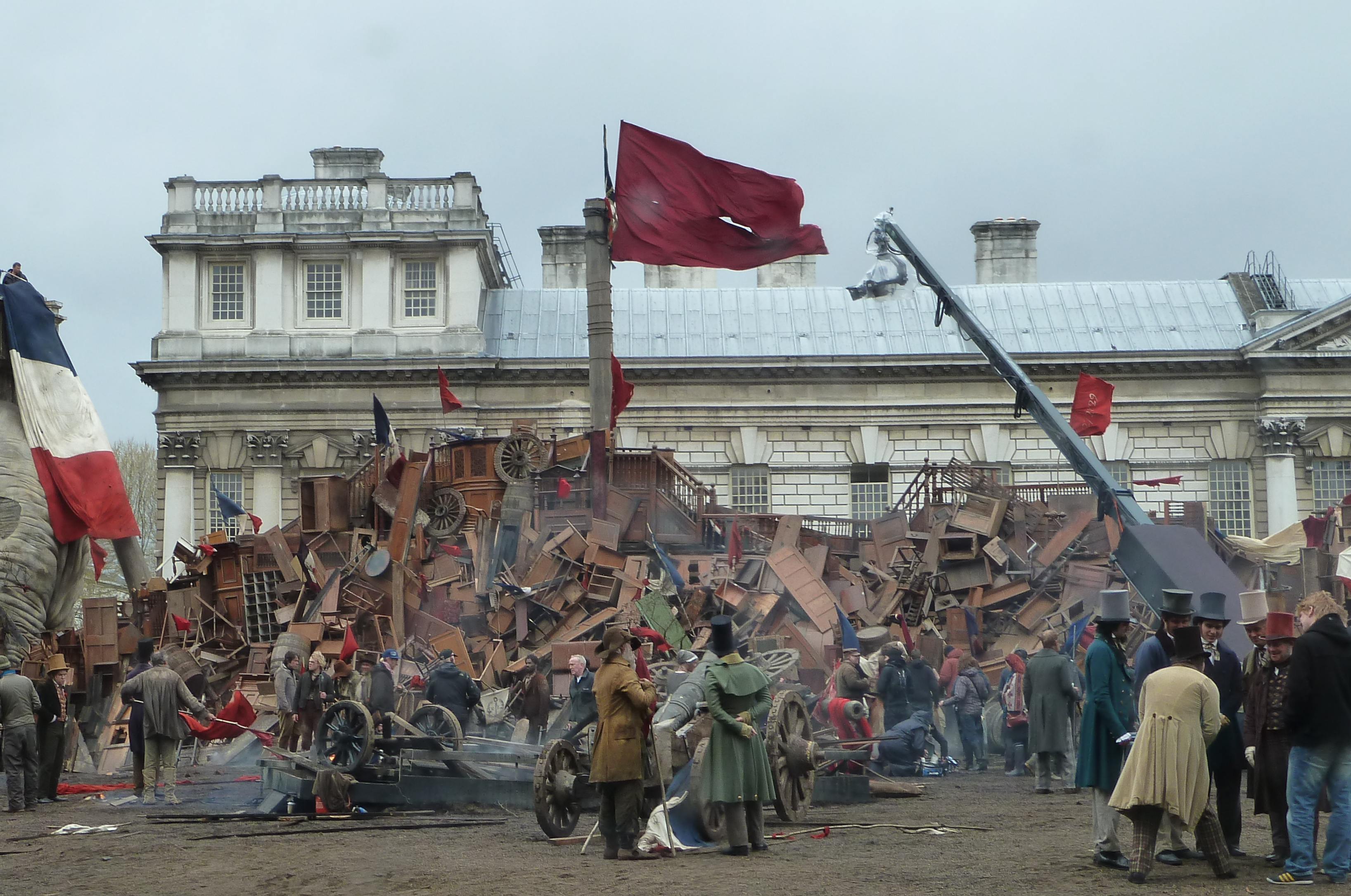
撮影セット

2011年3月、ウィリアム・ニコルソンが脚本を執筆、キャメロン・マッキントッシュが製作し、トム・フーパーへの監督交渉が行われた。2011年6月、ワーキング・タイトル・フィルムズとマッキントッシュは製作を開始し、2012年に主要撮影を開始するようスケジュールを組んだ。同月、ヒュー・ジャックマンがジャン・バルジャン、ポール・ベタニーがジャベール役に交渉された。他に、アン・ハサウェイとヘレナ・ボナム=カーターがプロジェクトに加わった。
2011年9月、ジャックマンがジャン・バルジャン、ラッセル・クロウがジャベール役に決まった。その翌月、マッキントッシュはハサウェイがファンテーヌを務めることを発表した。ハサウェイは役作りのために自身の長い髪を切り、ピクシーカットにした。
2011年11月、エディ・レッドメインがマリウス・ポンメルシー役でキャステされた。またエポニーヌ役にはリア・ミシェル、テイラー・スウィフト、スカーレット・ヨハンソン、エヴァン・レイチェル・ウッドが候補に挙がった。
2011年12月、コゼット役のオープンキャスティングコールがニューヨークで開催された。同月、フーパーは映画が3Dでは撮影されないことを明かした。彼はまた、上映時間は2時間半であり、間もなくエポニーヌとコゼット役のキャストが発表されることを明かした。数日後、サシャ・バロン・コーエンがテナルディエ役でキャストに加わったと報じられた。その同日、アーロン・トヴェイトがアンジョルラス役にキャスティングされた。同月末、ジャックマンはキャストたちのリハーサルが翌年1月に始まり、3月から主要撮影に入る予定であることを明かした。また、キャストは事前に録音された曲をリップシンク（口パク）するのではなく、実際に撮影の場で歌うことが明かされた。
2012年1月、アマンダ・サイフリッドがコゼット役、テイラー・スウィフトがエポニーヌ役にオファーされていることが報じられた。しかしその後、スウィフトは公式にはオファーされておらず、報道は誤りであることを明かした。1月12日、レッドメインはインタビューにて、サイフリッドがコゼット、ヘレナ・ボナム=カーターがマダム・テナルディエを演じることを認めた。
同月末、プレスにてサイフリッドがコゼット役、トヴェイトがアンジョルラス役に正式に決まったことが確認された。後日、コルム・ウィルキンソンとフランシス・ラッフェルがキャストに加わり、ウィルキンソンが司教、ラッフェルが売春婦を演じる。他にジョージ・ブラグデンがグランテール役に決まった。月末、マッキントッシュは舞台でもエポニーヌを演じた経験があるサマンサ・バークスが同役に決まったことを発表した。
2012年2月、ポーツマス大学とChatham Maritimeでエキストラなどのオーディションが開催された。数日後、マッキントッシュはボナム=カーターがマダム・テナルディエを演じることを正式に認めた。彼はまた、映画で新たに追加された曲名は「サドゥンリー」であり、「コゼット共を引き取り、未来に思いをはせるバルジャンを美しく語る」と発表した。月末、『ザ・サン』は、長らく噂されていたバロン・コーエンがテナルディエ役に踏み切ったことを報じた。

### 撮影

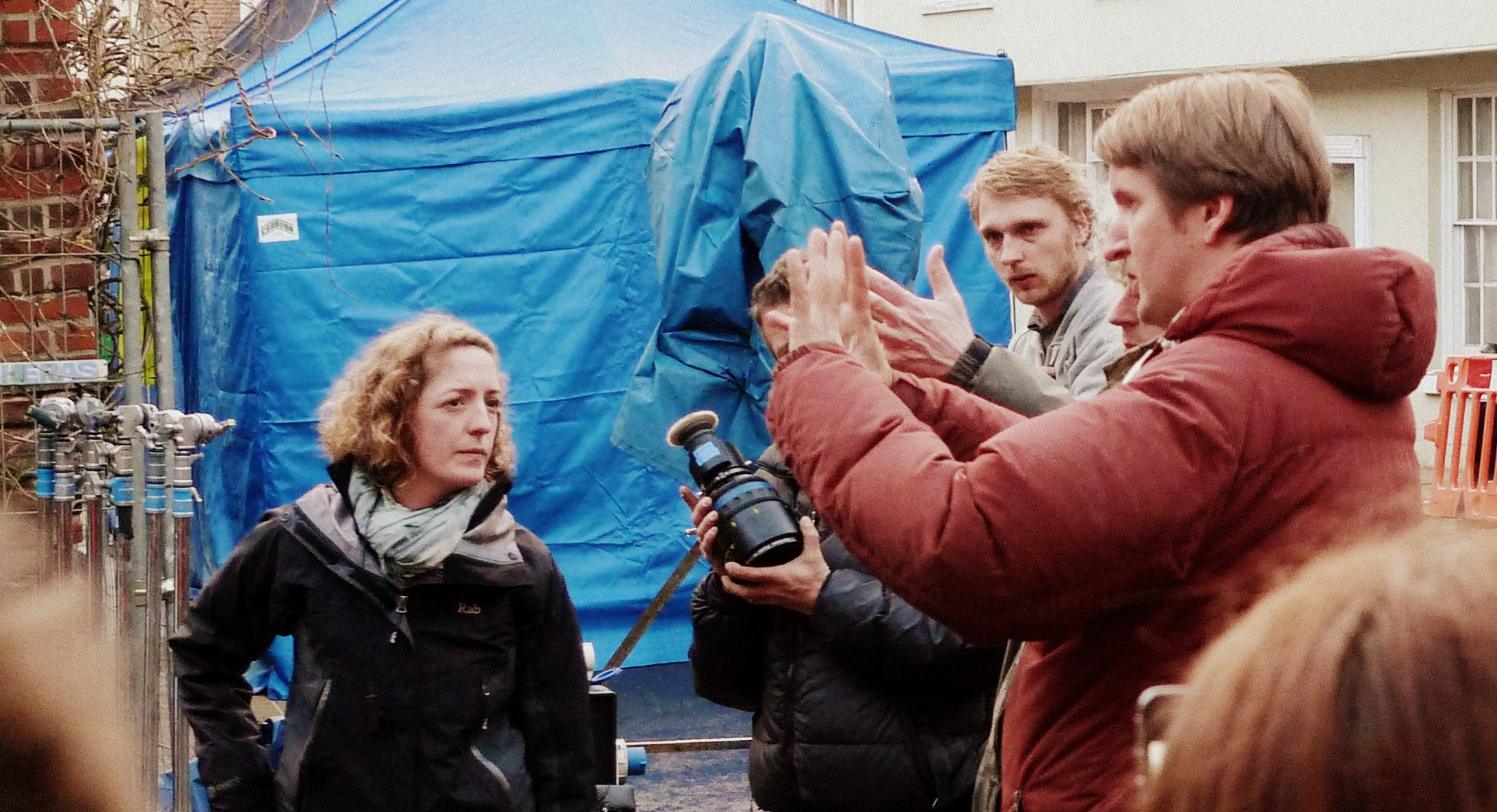
ウィンチェスターで第二班を指示するトム・フーパー（2012年4月）。

主要撮影は2012年3月8日にフランスで開始された。撮影場所は他に、ウィンチェスター・カレッジ、ウィンチェスター大聖堂付近、ポーツマス海軍基地、イングランドのオクスフォードとパインウッド・スタジオが含まれる。撮影開始と同日、映画の公開日は2012年12月7日から同月14日に変更された。1週間後、サシャ・バロン・コーエンが正式にテナルディエ役に決まり、さらにダニエル・ハトルストーンがガブローシュを演じることが確認された。また、以前に舞台の『レ・ミゼラブル』に出演したハンナ・ワディンガム、ハドリー・フレイザー、ダニエル・エヴァンス、ケリー・エリスが映画に端役で出演する。2012年6月23日、ヒュー・ジャックマンはすべての撮影が終わったことを明かした。
ミュージカル映画では劇中で披露される歌は事前にスタジオで録音した曲を撮影現場で再生し、役者は口パクで演じるという方法が多いが、本作では歌唱はすべてその場で撮影しながら録音したものである。現場ではピアノの生伴奏を役者にイヤホンで聞かせながら撮影した（ピアノの音はリズムのためであり、後にオーケストラのサウンドに変えられているものもある）。撮影後、画面に映り込んだイヤホンとマイクを隠す加工（バレ消し）が、複数のVFXスタジオによって施された。
アン・ハサウェイは劇中で長い髪を切り短髪になるが、このシーンは鬘やエクステではなく実際に髪を切って演じている。

## 配給

### マーケティング
2012年5月30日、映画の1本目の予告編がオンライン上及び『スノーホワイト』の上映時に公開された。
2012年9月24日、映画の新しいポスターが公式facebook上で公開された。そのポスターはイザベル・アレン演じる若年期のコゼットをフィーチャーしたものであった。

### 公開
当初アメリカ合衆国では2012年12月7日公開予定であったが、12月14日に変更された。しかしながら2012年9月18日、同日公開予定であった『ホビット 思いがけない冒険』との競合を避けるために2012年12月25日に再度変更された。これにより、『ジャンゴ 繋がれざる者』と同日公開となった。イギリスでは2013年1月11日に公開された。
2012年11月23日、ニューヨークのリンカーン・センターで初めて上映され、観衆からスタンディングオベーションを受けた。翌日にはロサンゼルスで上映され、肯定的な評価を受けた。
12月5日、ロンドンのレスター・スクウェアでプレミア上映が行われた。
12月21日、日本で公開された。初週は前週に公開された『ONE PIECE FILM Z』に阻まれ、観客動員数1位を獲ることはできなかった。しかし年明けから春にかけてロングヒットを記録し、累計動員が455万人以上、累計興収は55億円を突破。日本で公開されたミュージカル映画としては歴代1位の記録となった。
また、ミュージカル映画の中でも、ほぼ全編を歌唱パートが占めているためか、日本語吹き替え版が製作されてない。吹き替え中心のWOWOWプライムでも字幕版が放送された。
日本では2019年12月20日で本作の国内上映権が切れるため、11-12月には秋田、川越、目黒、立川、柏の葉、昭島、松本、難波、塚口の映画館で再上映が行われた。12月20日の日本国内最終上映は川越スカラ座で行われた。

## 評価

### 批評家の反応
2012年12月20日時点で、Rotten Tomatoesでは64件のレビューで支持率72%、平均点7.2/10となっている。またMetacriticでは13媒体のレビューで加重平均値は55/100となっている。

### 受賞とノミネート
| 賞                   | 部門                                     | 対象                                                                                    | 結果       |
| -------------------- | ---------------------------------------- | --------------------------------------------------------------------------------------- | ---------- |
| ゴールデングローブ賞 | 作品賞（ミュージカル・コメディ部門）     | ティム・ビーヴァン エリック・フェルナー デブラ・ヘイワード キャメロン・マッキントッシュ | 受賞       |
| ゴールデングローブ賞 | 主演男優賞（ミュージカル・コメディ部門） | ヒュー・ジャックマン                                                                    | 受賞       |
| ゴールデングローブ賞 | 助演女優賞                               | アン・ハサウェイ                                                                        | 受賞       |
| ゴールデングローブ賞 | 主題歌賞                                 | 「サドゥンリー」                                                                        | ノミネート |
| アカデミー賞         | 作品賞                                   | ティム・ビーヴァン エリック・フェルナー デブラ・ヘイワード キャメロン・マッキントッシュ | ノミネート |
| アカデミー賞         | 主演男優賞                               | ヒュー・ジャックマン                                                                    | ノミネート |
| アカデミー賞         | 助演女優賞                               | アン・ハサウェイ                                                                        | 受賞       |
| アカデミー賞         | 歌曲賞                                   | クロード＝ミシェル・シェーンベルク                                                      | ノミネート |
| アカデミー賞         | メイクアップ&ヘアスタイリング賞          | リサ・ウェストコット、ジュリー・ダートネル                                              | 受賞       |
| アカデミー賞         | 衣裳デザイン賞                           | パコ・デルガド                                                                          | ノミネート |
| アカデミー賞         | 録音賞                                   | アンディ・ネルソン マーク・パターソン サイモン・ヘイズ                                  | 受賞       |
| 日本アカデミー賞     | 最優秀外国作品賞                         |                                                                                         | 受賞       |